# Jubilee line

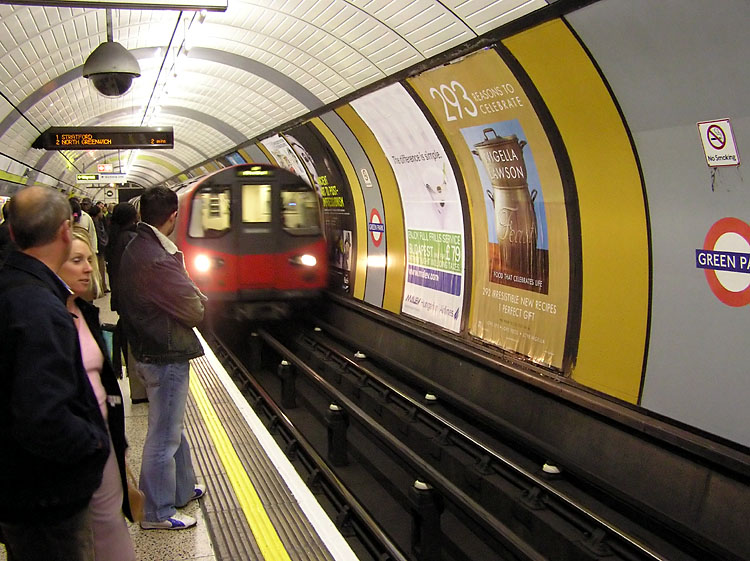
Een trein rijdt station Green Park binnen.

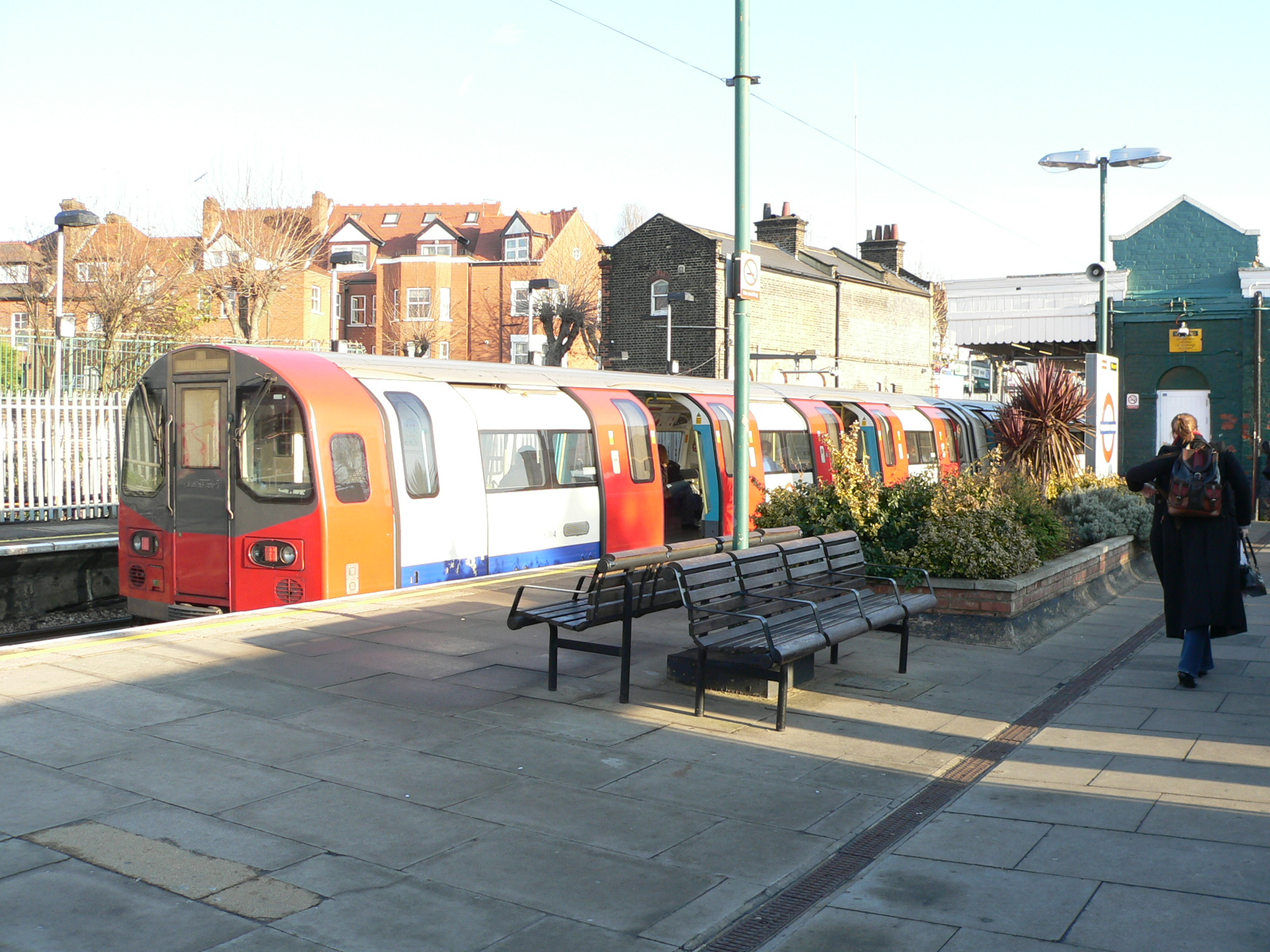
Het bovengrondse station Willesden Green, op het "oude" deel van de lijn

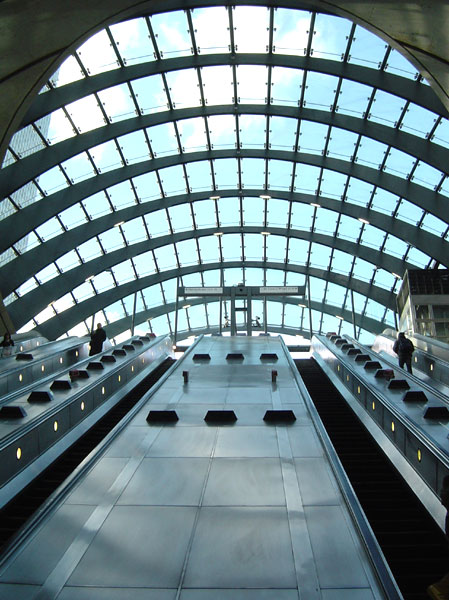
Roltrappen geven toegang tot station Canary Wharf

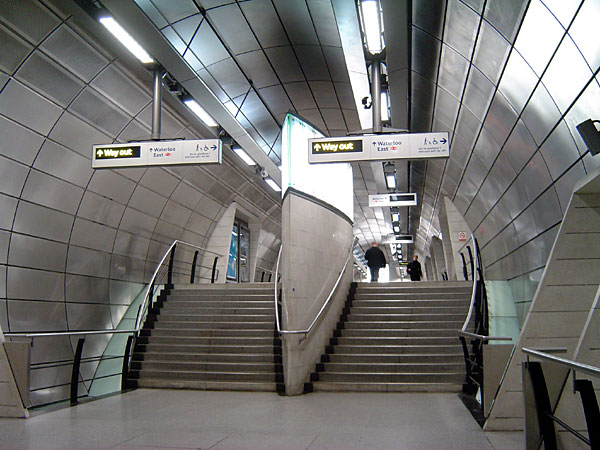
Hal van station Southwark

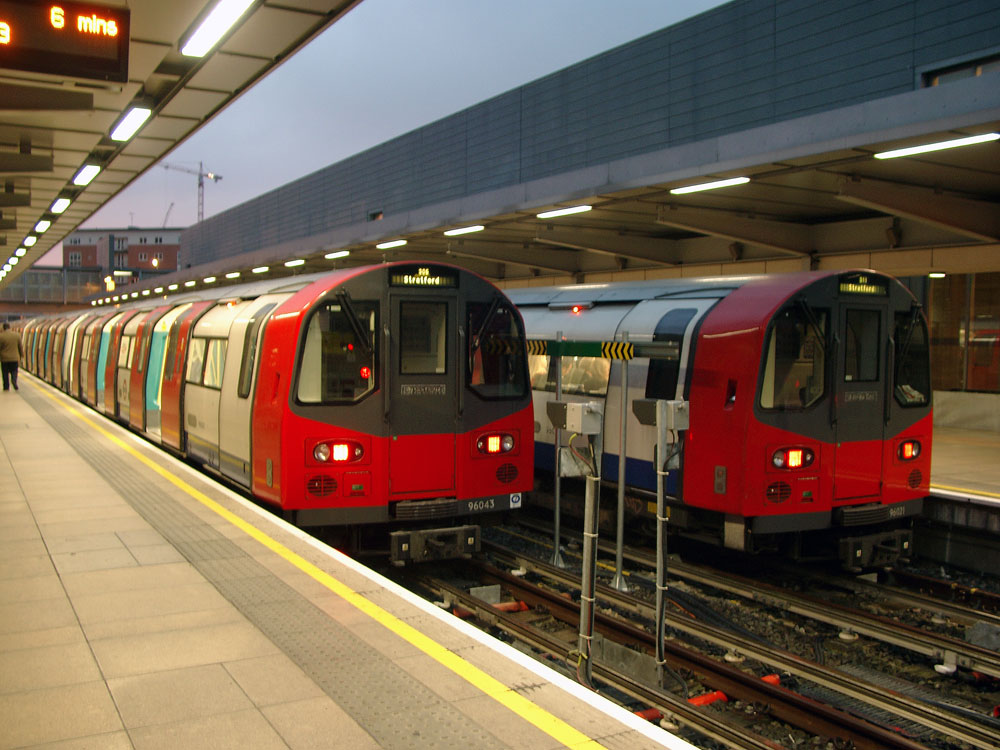
Tube 1996-treinen in eindstation Stratford

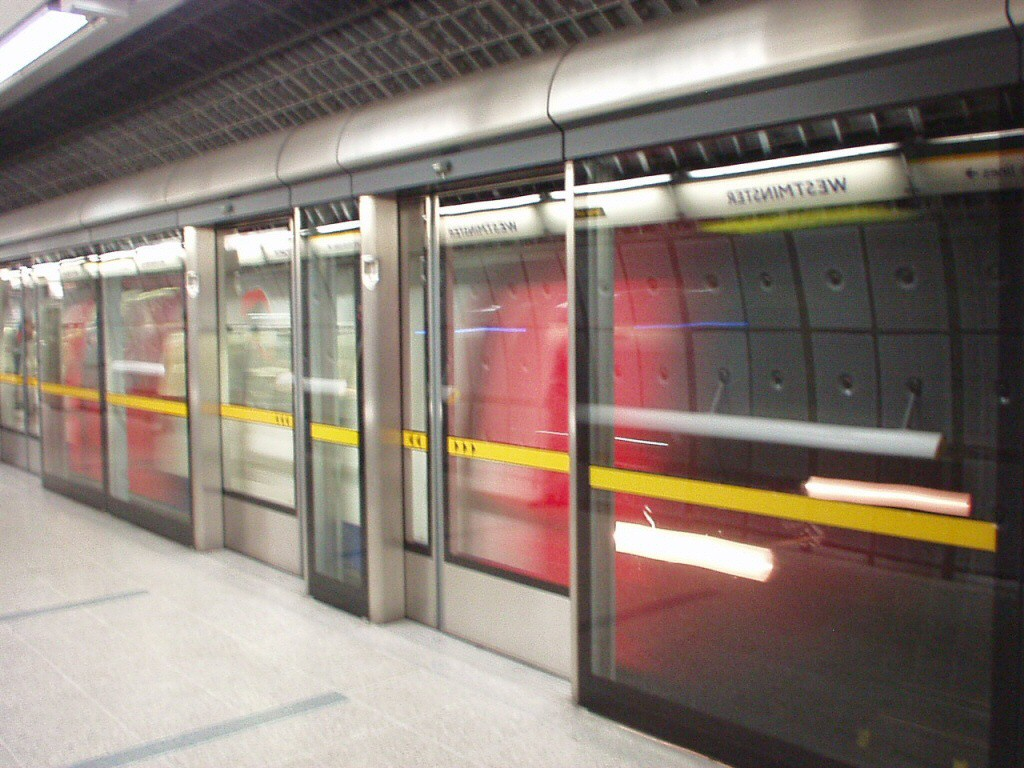
Glazen perrondeuren in station Westminster

De Jubilee line is de jongste lijn van de Londense metro, geopend in 1979. De lijn verbindt het noorden van de stad (Stanmore) met het oosten (Stratford), via Westminster en de Docklands, en heeft een lengte van 36,2 km (→ kaart). De Jubilee line bedient 27 stations, waarvan er 13 ondergronds liggen, kruist de Theems viermaal en is de enige Londense metrolijn die verbonden is met alle andere lijnen van het net. Op kaarten wordt de Jubilee line aangeduid met de kleur zilvergrijs. Het is een "deep-level"-lijn, wat wil zeggen dat hij gebruikmaakt van diepgelegen geboorde tunnels.

## Geschiedenis
De Jubilee line werd op 1 mei 1979 geopend tussen Stanmore en Charing Cross. De lijn ontstond door het traject Stanmore - Baker Street, dat in 1932 in gebruik werd genomen als deel van de Metropolitan Line en in 1939 een tak van de Bakerloo Line was geworden, te verbinden met een nieuw tracé onder het centrum van Londen. Vanaf Baker Street werd in ruim zeven jaar tijd een vier kilometer lange tunnel geboord naar het nieuwe eindpunt Charing Cross. Dit station ontstond op zijn beurt door de voorheen gescheiden stations Strand (Northern Line) en Trafalgar Square (Bakerloo Line) met elkaar te verbinden. Het aan de Theems gelegen metrostation Charing Cross werd hierbij hernoemd tot Embankment.
Oorspronkelijk zou de lijn Fleet line gaan heten, naar het riviertje de Fleet, dat door Londen stroomt, maar naar aanleiding van het zilveren jubileum van Koningin Elizabeth werd uiteindelijk voor de naam Jubilee line gekozen. De kleur marinegrijs verwees aanvankelijk naar de maritieme betekenis van het woord "fleet" (vloot), maar ging later zilver symboliseren.
Het in 1979 geopende traject was bedoeld als eerste fase van het project, maar door geldgebrek zou uitbreiding van de lijn 20 jaar op zich laten wachten. In de tweede fase zou de lijn in het oosten verlengd worden langs Strand en Fleet Street richting station Fenchurch Street, om vervolgens de Theems te kruisen en via New Cross Gate Lewisham te bereiken. Vlak voordat de lijn opende werden de plannen veranderd: de lijn zou via de Docklands naar de new town Thamesmead gaan lopen. Enkele werkzaamheden werden daadwerkelijk uitgevoerd, maar al snel stilgelegd.

### Jubilee line extension
Aan het eind van de jaren 1980 kwam uitbreiding van de Jubilee line opnieuw ter sprake. Aanleiding waren de stedenbouwkundige ontwikkelingen in de Oost-Londense Docklands (onder andere Canary Wharf) en het nijpende capaciteitsgebrek van de DLR. Aanvankelijk stelden de projectontwikkelaars van Canary Wharf voor een nieuwe metrolijn tussen Waterloo en Canary Wharf te financieren, die de naam "Canaryloo" zou dragen en 300 miljoen pond zou kosten. De regering ging in principe akkoord, maar wilde wel dat de lijn in het oosten zou worden doorgetrokken naar Stratford. Lokale belangengroepen kregen het vervolgens voor elkaar dat er ook in Southwark en Bermondsey stations zouden komen - oorspronkelijk was een rechtstreekse verbinding tussen Canary Wharf en Waterloo voorzien, zonder tussenstations. In 1990 werd de aanleg van de lijn goedgekeurd.
Het eerste deel van de verlenging werd op 14 mei 1999 in gebruik genomen, een aantal stations opende later: Canary Wharf, Canada Water, Bermondsey (17 september), Waterloo (24 september), London Bridge (7 oktober), Southwark (20 november) en Westminster (22 december). Het nieuwe tracé buigt iets na station Green Park af van de oude route. Hierdoor werd het eindpunt Charing Cross verlaten, maar de perrons kunnen in noodgevallen nog gebruikt worden en dienen af en toe als filmset. Na station Westminster steekt de lijn de Theems over naar station Waterloo. Tot Canada Water wordt op de zuidoever van de rivier gereden. Een tweede rivierkruising leidt naar station Canary Wharf, waarna de lijn zijn weg weer vervolgt naar de andere oever, richting North Greenwich. Daarna kruist de lijn de Theems opnieuw om uiteindelijk het bovengrondse eindpunt Stratford te bereiken.
De Jubilee line extension is een enorm succes gebleken, doordat de lijn zowel de verstopte Docklands Light Rail heeft verlicht als eerder slecht bereikbare stadsdelen heeft ontsloten. De bouwkosten vielen evenwel veel hoger uit dan gepland (£ 3,5 miljard), wat de realisatie van andere metroprojecten ernstig heeft vertraagd. De projectontwikkelaars zouden aanvankelijk het grootste deel van de financiering op zich nemen, maar hun aandeel kwam uiteindelijk uit op minder dan 5%.

## Architectuur
De stations van de Jubilee line onderscheiden zich in bouwstijl naar de periode waaruit ze dateren. De bovengrondse stations op het tracé naar Stanmore, die oorspronkelijk tot de Metropolitan Line behoorden, hebben een typisch Engels landelijk uiterlijk. De stations van de in 1979 geopende tunnel hebben een meer pragmatisch standaardontwerp. Van een heel andere orde zijn de nieuwste stations van de Jubilee line extension, die zich onderscheiden door een futuristisch uiterlijk, grote ruimtelijkheid en het strakke gebruik van zuilen en materialen als gepolijst staal en beton. De afmetingen van Canary Wharf - het drukste station van de lijn - zijn enorm, terwijl station Westminster zich met een diepte van bijna 40 meter presenteert als een verticale leegte. De bouw van dit station was geen gemakkelijke opgave, omdat het bestaande station van de District en Circle Line zonder tussentijdse sluiting 30 cm lager moest komen te liggen en er bovendien rekening moest worden gehouden met de fundamenten van het zich boven het station bevindende Portcullis House.
De grootte van de stations werd mede ingegeven door een groeiend veiligheidsbewustzijn als reactie op de ramp in station King's Cross St. Pancras in 1987 en moet de reiziger bovendien meer comfort bieden. De grote ruimte heeft wel tot gevolg dat de meeste stations vaak een lege indruk maken.
Voor het ontwerp van de nieuwste stations werd een aantal toonaangevende architecten ingehuurd. De leiding van het project lag in handen van Roland Paoletti. Elk station moest een duidelijk onderscheiden uiterlijk krijgen, waarbij ruimtelijkheid en kleurgebruik (grijs en zilver) wel steeds als gemeenschappelijke factor werden aangehouden. Daarnaast werd er zo veel mogelijk voor gezorgd dat daglicht in de stations binnen kan vallen.

### Perrondeuren
De nieuwste ondergrondse stations zijn alle uitgerust met zogenaamde perrondeuren, die het perron afscheiden van de sporen. De glazen deuren zijn geplaatst over de gehele lengte van het perron en openen tegelijkertijd met de deuren van een in het station halterende trein, die dus heel precies moet remmen om de deuren op de juiste plaats te krijgen. De trein kan alleen vertrekken wanneer alle deuren zijn gesloten. Boven iedere deur is een halogeenlamp geplaatst, die oplicht als de deur opengaat. Mocht een deur niet goed sluiten, dan gaat ook de lamp niet uit.
De installatie van de perrondeuren heeft twee redenen. Enerzijds vergroten ze de veiligheid, omdat reizigers niet bij de sporen kunnen komen, anderzijds maken ze een betere klimaatbeheersing van de ruime stations mogelijk.

## Materieel
De eerste jaren na de opening werd de Jubilee line bereden door treinen van het type Type 1972. In 1984 werd dit materieel vervangen door het speciaal voor de lijn ontwikkelde Type 1983. Deze treinen bleken echter bijzonder storingsgevoelig en waren bovendien voorzien van enkele deuren, wat de doorstroming van passagiers vertraagde. Toen er voor de verlenging van de lijn extra treinen nodig waren, besloot men dan ook van de gelegenheid gebruik te maken om de gehele vloot te vernieuwen en de Type 1983-treinen terzijde te schuiven.
Tussen december 1997 en juli 1998 werden 59 zesrijtuigstellen van het Type 1996 afgeleverd. De treinen vertonen veel overeenkomsten met het Type 1995-materieel van de Northern Line (dat ondanks zijn naam nieuwer is) en werden gebouwd door Alstom in Birmingham en Barcelona. De treinen zijn voorzien van elektronische informatieschermen en stations worden automatisch omgeroepen. In december 2005 werden de treinen uitgebreid met een extra rijtuig, waarvoor de Jubilee line drie dagen moest sluiten om de glazen perronwand met deuren aan te passen. Bij de bouw van de treinen en de nieuwe stations was al rekening gehouden met de eventuele ombouw tot zevenrijtuigstellen. Tegelijk werden er vier nieuwe treinen aan de vloot toegevoegd, waardoor de lijn nu over 63 treinen beschikt. Sinds de ombouw kunnen de treinen elk ruim 1200 reizigers vervoeren, zo'n 17% meer dan de zesrijtuigstellen. Alle metro's rijden automatisch, het enige wat de bestuurder hoeft te doen is de deuren sluiten.
Voor onderhoud en stalling van de treinen is er een depot aanwezig nabij station Stratford.

## Dienstregeling
Metro's rijden standaard tussen Stanmore en Stratford (de volledige lijn). Tijdens de piekuren rijden er ook extra metro's enkel tussen Wembley Park en Stratford. 
Bij grote evenementen in de O2 arena worden er soms ook extra treindiensten ingelegd tussen Stanmore/Wembley Park en North Greenwich. 
Sinds 2016 maakt de Jubilee line deel uit van de Night Tube. Dit is het nachtelijk aanbod van TFL tijdens het weekend waarbij sommige lijnen blijven rijden op vrijdag -en zaterdagnacht. Hierdoor ontstaat er van vrijdagochtend tot zondagavond een 24 uur dienstregeling. Tijdens de uren van de Night Tube is er één metro per 10 min over de volledige lijn in iedere richting.

## Stations
| Station         | Overstappunt | Foto * | Type                         | Geopend           | Ligging                       | Opmerkingen |
| --------------- | ------------ | ------ | ---------------------------- | ----------------- | ----------------------------- | --- |
| Stanmore        |              | 1 !    | Maaiveld                     | 10 december 1932  | 51° 37′ 10″ NB, 0° 18′ 10″ WL | Geopend voor de Metropolitan Llne 20 nov 1939 overgegaan op Bakerloo line 1 mei 1979 overgegaan op Jubilee line |
| Canons Park     |              | 2 !    | Talud                        | 10 december 1932  | 51° 36′ 28″ NB, 0° 17′ 41″ WL | Geopend voor de Metropolitan line 20 nov 1939 overgegaan op Bakerloo line 1 mei 1979 overgegaan op Jubilee line |
| Queensbury      |              | 3 !    | Talud                        | 16 december 1934  | 51° 35′ 39″ NB, 0° 17′ 10″ WL | Geopend voor de Metropolitan line 20 nov 1939 overgegaan op Bakerloo line 1 mei 1979 overgegaan op Jubilee line |
| Kingsbury       |              | 4 !    | Uitgraving                   | 10 december 1932  | 51° 35′ 5″ NB, 0° 16′ 43″ WL  | Geopend voor de Metropolitan line 20 nov 1939 overgegaan op Bakerloo line 1 mei 1979 overgegaan op Jubilee line |
| Wembley Park    |              | 5 !    | Maaiveld                     | 12 mei 1894       | 51° 33′ 49″ NB, 0° 16′ 46″ WL | Vanaf 1915 stop en sneldienst op de Metropolitan line 20 nov 1939 Stanmore-tak overgegaan op Bakerloo line 1 mei 1979 Stanmore-tak overgegaan op Jubilee line                                                      |
| Neasden         |              | 6 !    | Maaiveld                     | 2 augustus 1880   | 51° 33′ 15″ NB, 0° 15′ 1″ WL  | Vanaf 1915 stop en sneldienst op de Metropolitan line 20 nov 1939 stopdienst overgegaan op Bakerloo line 7 december 1940 beëindiging stopdienst Metropolitan line 1 mei 1979 stopdienst overgegaan op Jubilee line |
| Dollis Hill     |              | 7 !    | Talud                        | 1 oktober 1909    | 51° 33′ 7″ NB, 0° 14′ 19″ WL  | Vanaf 1915 stop en sneldienst op de Metropolitan line 20 nov 1939 stopdienst overgegaan op Bakerloo line 7 december 1940 beëindiging stopdienst Metropolitan line 1 mei 1979 stopdienst overgegaan op Jubilee line |
| Willesden Green |              | 8 !    | Maaiveld                     | 24 november 1879  | 51° 32′ 57″ NB, 0° 13′ 18″ WL | Vanaf 1915 stop en sneldienst op de Metropolitan line 20 nov 1939 stopdienst overgegaan op Bakerloo line 7 december 1940 beëindiging stopdienst Metropolitan line 1 mei 1979 stopdienst overgegaan op Jubilee line |
| Kilburn         |              | 9 !    | Talud                        | 24 november 1879  | 51° 32′ 50″ NB, 0° 12′ 17″ WL | Vanaf 1915 stop en sneldienst op de Metropolitan line 20 nov 1939 stopdienst overgegaan op Bakerloo line 7 december 1940 beëindiging stopdienst Metropolitan line 1 mei 1979 stopdienst overgegaan op Jubilee line |
| West Hampstead  |              | 10 !   | Maaiveld                     | 30 juni 1879      | 51° 32′ 49″ NB, 0° 11′ 26″ WL | Vanaf 1913 stop en sneldienst op de Metropolitan line 20 nov 1939 stopdienst overgegaan op Bakerloo line 1 mei 1979 stopdienst overgegaan op Jubilee line                                                          |
| Finchley Road   |              | 11 !   | Maaiveld                     | 30 juni 1879      | 51° 32′ 50″ NB, 0° 10′ 49″ WL | Vanaf 1913 stop en sneldienst op de Metropolitan line 20 nov 1939 stopdienst overgegaan op Bakerloo line 1 mei 1979 stopdienst overgegaan op Jubilee line                                                          |
| Swiss Cottage   |              | 12 !   | Dubbelgewelfdstation         | 20 november 1939  | 51° 32′ 35″ NB, 0° 10′ 29″ WL | Geopend voor de Bakerloo line 1 mei 1979 overgeaan op de Jubilee line |
| St. John's Wood |              | 13 !   | Dubbelgewelfdstation         | 20 november 1939  | 51° 32′ 5″ NB, 0° 10′ 27″ WL  | Geopend voor de Bakerloo line 1 mei 1979 overgegaan op de Jubilee line |
| Baker Street    |              | 14 !   | Dubbelgewelfdstation         | 1 mei 1979        | 51° 31′ 21″ NB, 0° 9′ 26″ WL  | Eerste metrostation uit 1863 Noordwesttak vanaf 13 apr 1868 10 mrt 1906 Bakerloo line toegevoegd 20 nov 1939 koppeling noordwesttak aan Bakerloo line 1 mei 1979 noordwesttak overgegaan op Jubilee line           |
| Bond Street     |              | 15 !   | Dubbelgewelfdstation         | 1 mei 1979        | 51° 30′ 52″ NB, 0° 8′ 58″ WL  | 24 sep 1900 Geopend voor de Central line 1 mei 1979 Jubilee line toegevoegd |
| Green Park      |              | 16 !   | Dubbelgewelfdstation         | 1 mei 1979        | 51° 30′ 25″ NB, 0° 8′ 34″ WL  | 15 dec 1906 geopend voor de Picadilly line 7 mrt 1969 Victoria line toegevoegd 1 mei 1979 Jubilee line toegevoegd                                                                                                  |
| Westminster     |              | 17 !   | Dubbelgewelfdstation         | 22 december 1999  | 51° 30′ 4″ NB, 0° 7′ 30″ WL   | 24 dec 1868 geopend voor District line, vanaf 1949 ook Circle line 22 dec 1999 Jubilee line toegevoegd |
| Waterloo        |              | 18 !   | Dubbelgewelfdstation         | 17 september 1999 | 51° 30′ 9″ NB, 0° 5′ 38″ WL   | 8 aug 1898 geopend voor Waterloo & City line 10 mrt 1906 Bakerloo line toegevoegd 13 sep 1926 Northern line toegevoegd 17 sep 1999 Jubilee line toegevoegd                                                         |
| Southwark       |              | 19 !   | Dubbelgewelfdstation         | 20 November 1999  | 51° 30′ 14″ NB, 0° 6′ 18″ WL  | |
| London Bridge   |              | 20 !   | Dubbelgewelfdstation         | 7 oktober 1999    | 51° 30′ 20″ NB, 0° 5′ 12″ WL  | 25 feb 1900 geopend voor de Northern line 7 okt 1999 Jubilee line toegevoegd |
| Bermondsey      |              | 21 !   | Dubbelgewelfdstation         | 17 september 1999 | 51° 29′ 53″ NB, 0° 3′ 50″ WL  | |
| Canada Water    |              | 22 !   | Ondiep gelegen zuilenstation | 17 september 1999 | 51° 29′ 54″ NB, 0° 3′ 0″ WL   | |
| Canary Wharf    |              | 23 !   | Ondiep gelegen zuilenstation | 17 september 1999 | 51° 30′ 13″ NB, 0° 1′ 7″ WL   | |
| North Greenwich |              | 24 !   | Ondiep gelegen zuilenstation | 14 mei 1999       | 51° 30′ 2″ NB, 0° 0′ 13″ OL   | |
| Canning Town    |              | 25 !   | Gestapeld station            | 14 mei 1999       | 51° 30′ 52″ NB, 0° 0′ 29″ OL  | |
| West Ham        |              | 26 !   | Maaiveld                     | 14 mei 1999       | 51° 31′ 43″ NB, 0° 0′ 17″ OL  | 2 jun 1902 geopend voor de District line Vanaf 30 mrt 1936 ook Metropolitan / Hammersmith & City line 14 mei 1999 Jubilee line toegevoegd                                                                          |
| Stratford       |              | 27 !   | Maaiveld                     | 14 mei 1999       | 51° 32′ 28″ NB, 0° 0′ 10″ WL  | 4 dec 1946 geopend voor de Central line 31 aug 1987 Docklands Light Railway toegevoegd 14 mei 1999 Jubilee line toegevoegd                                                                                         |

* De sorteerwaarde van de foto is de ligging langs de lijn